# فويلتا فنزويلا 2017
فويلتا فنزويلا 2017   هو سباق دراجات هوائية، وهو الموسم رقم 54 من السباق، وأقيم خلال الفترة 27 أكتوبر 2017، وحتى 5 نوفمبر 2017، وامتدّ لمسافة 1690.8 كيلومتر، وهو أحد سباقات طواف أمريكا للدراجات 2018.
فاز فيه بالمركز الأول كارلوس توريس ‏، وبالمركز الثاني أندرسون باريديس ‏، وبالمركز الثالث رودولفو فرنانديز، والفائز حسب ترتيب السرعة ليونيل كوينتيرو ‏، والفريق الفائز في ترتيب الفرق JB Ropa Deportiva.

## المراحل
| قائمة المراحل | قائمة المراحل | قائمة المراحل                               | قائمة المراحل      | قائمة المراحل | قائمة المراحل               | قائمة المراحل   |
| المرحلة       | التاريخ       | الدورة                                      |                    | المسافة (كم)  | الفائز بالمرحلة             | القائد العام    |
| ------------- | ------------- | ------------------------------------------- | ------------------ | ------------- | --------------------------- | --------------- |
| 1             | 27 أكتوبر     | فاليرا (فنزويلا) – Timotes ‏                 | مرحلة جبلية متوسطة | 111٫3         | جوناثان مونسالف             | جوناثان مونسالف |
| 2             | 28 أكتوبر     | تروخيو (فنزويلا) ‏ – باركيسيميتو             | مرحلة جبلية        | 208٫7         | Xavier Quevedo ‏             | جوناثان مونسالف |
| 3             | 29 أكتوبر     | كابوداري – غوانير ‏                          | مرحلة مستوية       | 157٫6         | لويس غوميز                  | جوناثان مونسالف |
| 4             | 30 أكتوبر     | Ospino Municipality ‏ – سان فيليبي، فنزويلا ‏ | مرحلة مستوية       | 185٫7         | Leonel Quintero ‏            | جوناثان مونسالف |
| 5             | 31 أكتوبر     | سان فيليبي، فنزويلا ‏ – غواكارا ‏             | مرحلة مستوية       | 151٫6         | Iván Mateus ‏                | جوناثان مونسالف |
| 6             | 1 نوفمبر      | كاغوا ‏ – Altagracia de Orituco ‏             | مرحلة مستوية       | 191٫7         | Ángel Pulgar ‏               | جوناثان مونسالف |
| 7             | 2 نوفمبر      | Guanape (Venezuela) ‏ – Cantaura ‏            | مرحلة مستوية       | 210٫8         | أرتور غارسيا (دراج فنزويلي) | جوناثان مونسالف |
| 8             | 3 نوفمبر      | أناكو، فنزويلا ‏ – كومانا                    | مرحلة جبلية        | 171٫7         | Rafael Medina ‏              | Carlos Torres ‏  |
| 9             | 4 نوفمبر      | كومانا – ماتورين                            | مرحلة مستوية       | 215٫3         | بيدرو غوتيريز               | Carlos Torres ‏  |
| 10            | 5 نوفمبر      | ماتورين – ماتورين                           | مرحلة مستوية       | 86٫4          | Xavier Quevedo ‏             | Carlos Torres ‏  |

## التصنيف العام النهائي
| التصنيف العام | التصنيف العام               | التصنيف العام | التصنيف العام                       | التصنيف العام      |        |
| الدراج        | الدراج                      | البلد         | الفريق                              | الوقت              | السرعة |
| ------------- | --------------------------- | ------------- | ----------------------------------- | ------------------ | ------ |
| 1.            | Carlos Torres ‏              | فنزويلا       | JHS Grupo                           | 39 س 55 دقيقة 57 ث |        |
| 2.            | أندرسون باريديس ‏            | فنزويلا       | JB Ropa Deportiva                   | + 29 ث             |        |
| 3.            | رودولفو فرنانديز            | فنزويلا       | Bic Castilla FedeIndustrias Fundey  | + 1 دقيقة 05 ث     |        |
| 4.            | Rafael Medina ‏              | فنزويلا       | Fundación Ángel Pulgar              | + 2 دقيقة 20 ث     |        |
| 5.            | مانويل مدينا                | فنزويلا       | JHS Grupo                           | + 5 دقيقة 27 ث     |        |
| 6.            | أرتور غارسيا (دراج فنزويلي) | فنزويلا       | Banco Bicentenario Gob Yaracuy Trek | + 5 دقيقة 34 ث     |        |
| 7.            | Manuel Briceño ‏             | فنزويلا       | Fundación Ángel Pulgar              | + 5 دقيقة 55 ث     |        |
| 8.            | لويس بينتو                  | فنزويلا       | Bic Castilla FedeIndustrias Fundey  | + 6 دقيقة 10 ث     |        |
| 9.            | Iván Mateus ‏                | كولومبيا      | JB Ropa Deportiva                   | + 6 دقيقة 17 ث     |        |
| 10.           | Kevin Sepúlveda ‏            | كولومبيا      | JB Ropa Deportiva                   | + 6 دقيقة 55 ث     |        |